# 24 Heures de Spa 2020
Navigation
Édition précédente Édition suivante
Les 24 Heures de Spa 2020 (2020 Total 24 Hours of Spa), disputées les 22 octobre 2020 et 25 octobre 2020 sur le Circuit de Spa-Francorchamps, sont la soixante-douzième édition de cette épreuve. La course faisait partie du GT World Challenge Europe Endurance Cup 2020 et du Intercontinental GT Challenge 2020.

## Course

### Classement de la course
Les voitures ne parcourant pas 70% de la distance du gagnant sont non classées (NC).
| Pos     | Classe | no  | Écurie                     | Pilotes                                                                            | Châssis                          | Tours | Temps                             |
| ------- | ------ | --- | -------------------------- | ---------------------------------------------------------------------------------- | -------------------------------- | ----- | --------------------------------- |
| Pos     | Classe | no  | Écurie                     | Pilotes                                                                            | Moteur                           | Tours | Temps                             |
| 1       | P      | 98  | Rowe Racing                | Earl Bamber Nick Tandy Laurens Vanthoor                                            | Porsche 911 GT3 R                | 527   | 24 h 00 min 38 s 727‡             |
| 1       | P      | 98  | Rowe Racing                | Earl Bamber Nick Tandy Laurens Vanthoor                                            | Porsche 4,0 L Flat-6 Atmo        | 527   | 24 h 00 min 38 s 727‡             |
| 2       | P      | 66  | Attempto Racing            | Mattia Drudi (en) Patric Niederhauser Frédéric Vervisch                            | Audi R8 LMS GT3                  | 527   | + 4 s 687                         |
| 2       | P      | 66  | Attempto Racing            | Mattia Drudi (en) Patric Niederhauser Frédéric Vervisch                            | Audi 5,2 L V10 Atmo              | 527   | + 4 s 687                         |
| 3       | P      | 54  | Dinamic Motorsport         | Matteo Cairoli Christian Engelhart (en) Sven Müller                                | Porsche 911 GT3 R                | 527   | + 28 s 750                        |
| 3       | P      | 54  | Dinamic Motorsport         | Matteo Cairoli Christian Engelhart (en) Sven Müller                                | Porsche 4,0 L Flat-6 Atmo        | 527   | + 28 s 750                        |
| 4       | P      | 12  | GPX Racing                 | Matt Campbell Mathieu Jaminet Patrick Pilet                                        | Porsche 911 GT3 R                | 527   | + 36 s 882                        |
| 4       | P      | 12  | GPX Racing                 | Matt Campbell Mathieu Jaminet Patrick Pilet                                        | Porsche 4,0 L Flat-6 Atmo        | 527   | + 36 s 882                        |
| 5       | P      | 51  | AF Corse                   | James Calado Nicklas Nielsen Alessandro Pier Guidi                                 | Ferrari 488 GT3                  | 527   | + 38 s 225                        |
| 5       | P      | 51  | AF Corse                   | James Calado Nicklas Nielsen Alessandro Pier Guidi                                 | Ferrari F154CB 3,9 L V8 Turbo    | 527   | + 38 s 225                        |
| 6       | P      | 25  | Saintéloc Racing           | Dorian Boccolacci Christopher Haase Markus Winkelhock                              | Audi R8 LMS GT3                  | 527   | + 38 s 481                        |
| 6       | P      | 25  | Saintéloc Racing           | Dorian Boccolacci Christopher Haase Markus Winkelhock                              | Audi 5,2 L V10 Atmo              | 527   | + 38 s 481                        |
| 7       | P      | 4   | Haupt Racing Team          | Vincent Abril Maro Engel Luca Stolz (en)                                           | Mercedes-AMG GT3                 | 527   | + 41 s 357                        |
| 7       | P      | 4   | Haupt Racing Team          | Vincent Abril Maro Engel Luca Stolz (en)                                           | Mercedes-Benz M159 6,2 L V8 Atmo | 527   | + 41 s 357                        |
| 8       | P      | 22  | Frikaelli Racing           | Jörg Bergmeister Frédéric Makowiecki Dennis Olsen                                  | Porsche 911 GT3 R                | 527   | + 1 min 39 s 997                  |
| 8       | P      | 22  | Frikaelli Racing           | Jörg Bergmeister Frédéric Makowiecki Dennis Olsen                                  | Porsche 4,0 L Flat-6 Atmo        | 527   | + 1 min 39 s 997                  |
| 9       | P      | 29  | JAS Motorsport (en)        | Dane Cameron Mario Farnbacher Renger van der Zande                                 | Honda Acura NSX GT3              | 526   | + 1 Tour                          |
| 9       | P      | 29  | JAS Motorsport (en)        | Dane Cameron Mario Farnbacher Renger van der Zande                                 | Honda 3,5 L V6 Turbo             | 526   | + 1 Tour                          |
| 10      | P      | 3   | K-Pax Racing (en)          | Jules Gounon Maxime Soulet Jordan Pepper                                           | Bentley Continental GT3          | 525   | + 2 Tours                         |
| 10      | P      | 3   | K-Pax Racing (en)          | Jules Gounon Maxime Soulet Jordan Pepper                                           | Bentley 4,0 L V8 Turbo           | 525   | + 2 Tours                         |
| 11      | P      | 40  | GPX Racing                 | Louis Delétraz Romain Dumas Thomas Preining                                        | Porsche 911 GT3 R                | 525   | + 2 Tours                         |
| 11      | P      | 40  | GPX Racing                 | Louis Delétraz Romain Dumas Thomas Preining                                        | Porsche 4,0 L Flat-6 Atmo        | 525   | + 2 Tours                         |
| 12      | P      | 9   | K-Pax Racing (en)          | Rodrigo Baptista Álvaro Parente Andy Soucek                                        | Bentley Continental GT3          | 524   | + 3 Tours                         |
| 12      | P      | 9   | K-Pax Racing (en)          | Rodrigo Baptista Álvaro Parente Andy Soucek                                        | Bentley 4,0 L V8 Turbo           | 524   | + 3 Tours                         |
| 13      | P      | 47  | KCMG                       | Michael Christensen Kévin Estre Richard Lietz                                      | Porsche 911 GT3 R                | 522   | + 5 Tours                         |
| 13      | P      | 47  | KCMG                       | Michael Christensen Kévin Estre Richard Lietz                                      | Porsche 4,0 L Flat-6 Atmo        | 522   | + 5 Tours                         |
| 14      | P      | 30  | Team WRT                   | Ferdinand von Habsburg Dennis Marschall (en) Matthieu Vaxivière                    | Audi R8 LMS GT3                  | 522   | + 5 Tours                         |
| 14      | P      | 30  | Team WRT                   | Ferdinand von Habsburg Dennis Marschall (en) Matthieu Vaxivière                    | Audi 5,2 L V10 Atmo              | 522   | + 5 Tours                         |
| 15      | PA     | 77  | Barwell Motorsport         | Ricky Collard (en) Rob Collard (en) Leo Machitski Sandy Mitchell (en)              | Lamborghini Huracán GT3 Evo      | 521   | + 6 Tours‡                        |
| 15      | PA     | 77  | Barwell Motorsport         | Ricky Collard (en) Rob Collard (en) Leo Machitski Sandy Mitchell (en)              | Lamborghini 5,2 L V10 Atmo       | 521   | + 6 Tours‡                        |
| 16      | P      | 14  | Emil Frey Racing           | Ricardo Feller (en) Mikaël Grenier Norbert Siedler (en)                            | Lamborghini Huracán GT3 Evo      | 520   | + 7 Tours                         |
| 16      | P      | 14  | Emil Frey Racing           | Ricardo Feller (en) Mikaël Grenier Norbert Siedler (en)                            | Lamborghini 5,2 L V10 Atmo       | 520   | + 7 Tours                         |
| 17      | PA     | 93  | Tempesta Racing            | Eddie Cheever III (en) Giancarlo Fisichella Chris Froggatt Jonathan Hui            | Ferrari 488 GT3                  | 520   | + 7 Tours                         |
| 17      | PA     | 93  | Tempesta Racing            | Eddie Cheever III (en) Giancarlo Fisichella Chris Froggatt Jonathan Hui            | Ferrari F154CB 3,9 L V8 Turbo    | 520   | + 7 Tours                         |
| 18      | S      | 5   | Haupt Racing Team          | Sergey Afanasyev Michele Beretta (en) Hubert Haupt (de) Gabriele Piana             | Mercedes-AMG GT3                 | 520   | + 7 Tours‡                        |
| 18      | S      | 5   | Haupt Racing Team          | Sergey Afanasyev Michele Beretta (en) Hubert Haupt (de) Gabriele Piana             | Mercedes-Benz M159 6,2 L V8 Atmo | 520   | + 7 Tours‡                        |
| 19 Abd. | P      | 72  | SMP Racing                 | Miguel Molina Davide Rigon Sergey Sirotkin                                         | Ferrari 488 GT3                  | 519   | Dommages causés par une collision |
| 19 Abd. | P      | 72  | SMP Racing                 | Miguel Molina Davide Rigon Sergey Sirotkin                                         | Ferrari F154CB 3,9 L V8 Turbo    | 519   | Dommages causés par une collision |
| 20      | PA     | 188 | Garage 59                  | Jonathan Adam Chris Goodwin (en) Maxime Martin Alexander West (de)                 | Aston Martin Vantage AMR GT3     | 519   | + 8 Tours                         |
| 20      | PA     | 188 | Garage 59                  | Jonathan Adam Chris Goodwin (en) Maxime Martin Alexander West (de)                 | Aston Martin 4,0 L V8 Turbo      | 519   | + 8 Tours                         |
| 21      | S      | 84  | HTP Motorsport             | Indy Dontje (en) Philip Ellis Russell Ward (en)                                    | Mercedes-AMG GT3                 | 517   | + 10 Tours                        |
| 21      | S      | 84  | HTP Motorsport             | Indy Dontje (en) Philip Ellis Russell Ward (en)                                    | Mercedes-Benz M159 6,2 L V8 Atmo | 517   | + 10 Tours                        |
| 22      | PA     | 488 | Rinaldi Racing             | Pierre Ehret Daniel Keilwitz Rino Mastronardi David Perel                          | Ferrari 488 GT3                  | 516   | + 11 Tours                        |
| 22      | PA     | 488 | Rinaldi Racing             | Pierre Ehret Daniel Keilwitz Rino Mastronardi David Perel                          | Ferrari F154CB 3,9 L V8 Turbo    | 516   | + 11 Tours                        |
| 23 Abd. | P      | 27  | HubAuto Corsa              | Tom Blomqvist Marcos Gomes Kamui Kobayashi                                         | Ferrari 488 GT3                  | 515   | Transmission                      |
| 23 Abd. | P      | 27  | HubAuto Corsa              | Tom Blomqvist Marcos Gomes Kamui Kobayashi                                         | Ferrari F154CB 3,9 L V8 Turbo    | 515   | Transmission                      |
| 24      | S      | 555 | FFF Racing Team (en)       | Hugo Chevalier Florian Latorre Baptiste Moulin Taylor Proto                        | Lamborghini Huracán GT3 Evo      | 514   | + 13 Tours                        |
| 24      | S      | 555 | FFF Racing Team (en)       | Hugo Chevalier Florian Latorre Baptiste Moulin Taylor Proto                        | Lamborghini 5,2 L V10 Atmo       | 514   | + 13 Tours                        |
| 25      | PA     | 10  | Boutsen Ginion Racing      | Benjamin Lessennes (en) Jens Klingmann Karim Ojjeh Gilles Vannelet                 | BMW M6 GT3                       | 514   | + 13 Tours                        |
| 25      | PA     | 10  | Boutsen Ginion Racing      | Benjamin Lessennes (en) Jens Klingmann Karim Ojjeh Gilles Vannelet                 | BMW P63 4,4 L V8 Turbo           | 514   | + 13 Tours                        |
| 26      | S      | 90  | MadPanda Motorsport        | Patrick Assenheimer (de) Ezequiel Pérez Companc (en) Juuso Puhakka Ricardo Sanchez | Mercedes-AMG GT3                 | 510   | + 17 Tours                        |
| 26      | S      | 90  | MadPanda Motorsport        | Patrick Assenheimer (de) Ezequiel Pérez Companc (en) Juuso Puhakka Ricardo Sanchez | Mercedes-Benz M159 6,2 L V8 Atmo | 510   | + 17 Tours                        |
| 27      | PA     | 20  | SPS Automotive Performance | Dominik Baumann Colin Braun George Kurtz Valentin Pierburg                         | Mercedes-AMG GT3                 | 509   | + 18 Tours                        |
| 27      | PA     | 20  | SPS Automotive Performance | Dominik Baumann Colin Braun George Kurtz Valentin Pierburg                         | Mercedes-Benz M159 6,2 L V8 Atmo | 509   | + 18 Tours                        |
| 28      | S      | 11  | Team Parker Racing         | Frank Bird Nicolai Kjærgaard Euan McKay                                            | Bentley Continental GT3          | 500   | + 27 Tours                        |
| 28      | S      | 11  | Team Parker Racing         | Frank Bird Nicolai Kjærgaard Euan McKay                                            | Bentley 4,0 L V8 Turbo           | 500   | + 27 Tours                        |
| 29      | S      | 89  | AKKA ASP                   | Alex Fontana Benjamín Hites (es) Lucas Légeret (de)                                | Mercedes-AMG GT3                 | 497   | + 30 Tours                        |
| 29      | S      | 89  | AKKA ASP                   | Alex Fontana Benjamín Hites (es) Lucas Légeret (de)                                | Mercedes-Benz M159 6,2 L V8 Atmo | 497   | + 30 Tours                        |
| 30      | Am     | 108 | Classic & Modern Racing    | Stéphane Lémeret Clément Mateu Romano Ricci Stéphane Tribaudini                    | Bentley Continental GT3          | 497   | + 30 Tours‡                       |
| 30      | Am     | 108 | Classic & Modern Racing    | Stéphane Lémeret Clément Mateu Romano Ricci Stéphane Tribaudini                    | Bentley 4,0 L V8 Turbo           | 497   | + 30 Tours‡                       |
| 31 Abd. | P      | 163 | Emil Frey Racing           | Giacomo Altoè (en) Albert Costa Franck Perera                                      | Lamborghini Huracán GT3 Evo      | 496   | Dommages causés par un accident   |
| 31 Abd. | P      | 163 | Emil Frey Racing           | Giacomo Altoè (en) Albert Costa Franck Perera                                      | Lamborghini 5,2 L V10 Atmo       | 496   | Dommages causés par un accident   |
| 32 Abd. | P      | 99  | Rowe Racing                | Julien Andlauer Klaus Bachler Dirk Werner                                          | Porsche 911 GT3 R                | 495   | Dommages causés par un accident   |
| 32 Abd. | P      | 99  | Rowe Racing                | Julien Andlauer Klaus Bachler Dirk Werner                                          | Porsche 4,0 L Flat-6 Atmo        | 495   | Dommages causés par un accident   |
| 33      | P      | 107 | Classic & Modern Racing    | Pierre-Alexandre Jean Nelson Panciatici Seb Morris (en)                            | Bentley Continental GT3          | 476   | + 51 Tours                        |
| 33      | P      | 107 | Classic & Modern Racing    | Pierre-Alexandre Jean Nelson Panciatici Seb Morris (en)                            | Bentley 4,0 L V8 Turbo           | 476   | + 51 Tours                        |
| 34 Abd. | S      | 33  | Team WRT                   | Rik Breukers Benjamin Gøthe Stuart Hall                                            | Audi R8 LMS GT3                  | 453   | Accident                          |
| 34 Abd. | S      | 33  | Team WRT                   | Rik Breukers Benjamin Gøthe Stuart Hall                                            | Audi 5,2 L V10 Atmo              | 453   | Accident                          |
| 35 Abd. | PA     | 52  | AF Corse                   | Andrea Bertolini Niek Hommerson (pl) Louis Machiels (pl) Daniel Serra              | Ferrari 488 GT3                  | 380   | Accident                          |
| 35 Abd. | PA     | 52  | AF Corse                   | Andrea Bertolini Niek Hommerson (pl) Louis Machiels (pl) Daniel Serra              | Ferrari F154CB 3,9 L V8 Turbo    | 380   | Accident                          |
| 36 Abd. | S      | 78  | Barwell Motorsport         | Patrick Kujala (en) Alex MacDowall Frederik Schandorff                             | Lamborghini Huracán GT3 Evo      | 377   | Collision                         |
| 36 Abd. | S      | 78  | Barwell Motorsport         | Patrick Kujala (en) Alex MacDowall Frederik Schandorff                             | Lamborghini 5,2 L V10 Atmo       | 377   | Collision                         |
| 37 Abd. | PA     | 991 | Herberth Motorsport        | Daniel Allemann Ralf Bohn (de) Alfred Renauer (de) Robert Renauer (de)             | Porsche 911 GT3 R                | 375   | Collision                         |
| 37 Abd. | PA     | 991 | Herberth Motorsport        | Daniel Allemann Ralf Bohn (de) Alfred Renauer (de) Robert Renauer (de)             | Porsche 4,0 L Flat-6 Atmo        | 375   | Collision                         |
| 38 Abd. | P      | 63  | FFF Racing Team (en)       | Andrea Caldarelli Marco Mapelli (en) Dennis Lind (en)                              | Lamborghini Huracán GT3 Evo      | 371   | Accident                          |
| 38 Abd. | P      | 63  | FFF Racing Team (en)       | Andrea Caldarelli Marco Mapelli (en) Dennis Lind (en)                              | Lamborghini 5,2 L V10 Atmo       | 371   | Accident                          |
| Abd.    | P      | 35  | Walkenhorst Motorsport     | David Pittard Martin Tomczyk Nick Yelloly                                          | BMW M6 GT3                       | 359   | Accident                          |
| Abd.    | P      | 35  | Walkenhorst Motorsport     | David Pittard Martin Tomczyk Nick Yelloly                                          | BMW P63 4,4 L V8 Turbo           | 359   | Accident                          |
| Abd.    | Am     | 129 | Raton Racing               | Stefano Constantini Christopher Lenz Lucas Mauron Michael Petit                    | Lamborghini Huracán GT3 Evo      | 318   | Accident                          |
| Abd.    | Am     | 129 | Raton Racing               | Stefano Constantini Christopher Lenz Lucas Mauron Michael Petit                    | Lamborghini 5,2 L V10 Atmo       | 318   | Accident                          |
| Abd.    | PA     | 87  | AKKA ASP                   | Fabien Barthez Jean-Luc Beaubelique Thomas Drouet Jim Pla                          | Mercedes-AMG GT3                 | 275   | Dommages causés par un accident   |
| Abd.    | PA     | 87  | AKKA ASP                   | Fabien Barthez Jean-Luc Beaubelique Thomas Drouet Jim Pla                          | Mercedes-Benz M159 6,2 L V8 Atmo | 275   | Dommages causés par un accident   |
| Abd.    | P      | 88  | AKKA ASP                   | Timur Boguslavskiy Felipe Fraga Raffaele Marciello                                 | Mercedes-AMG GT3                 | 263   | Freins                            |
| Abd.    | P      | 88  | AKKA ASP                   | Timur Boguslavskiy Felipe Fraga Raffaele Marciello                                 | Mercedes-Benz M159 6,2 L V8 Atmo | 263   | Freins                            |
| Abd.    | P      | 21  | KCMG                       | Josh Burdon (en) Alexandre Imperatori Edoardo Liberati (en)                        | Porsche 911 GT3 R                | 253   | Vibration                         |
| Abd.    | P      | 21  | KCMG                       | Josh Burdon (en) Alexandre Imperatori Edoardo Liberati (en)                        | Porsche 4,0 L Flat-6 Atmo        | 253   | Vibration                         |
| Abd.    | S      | 15  | Tech 1 Racing              | Timothé Buret Thomas Neubauer Aurélien Panis                                       | Lexus RC F GT3                   | 213   | Problème mécanique                |
| Abd.    | S      | 15  | Tech 1 Racing              | Timothé Buret Thomas Neubauer Aurélien Panis                                       | Toyota 2UR 5,0 L V8 Atmo         | 213   | Problème mécanique                |
| Abd.    | S      | 159 | Garage 59                  | Roman De Angelis (en) Valentin Hasse-Clot James Pull (en) Andrew Watson (en)       | Aston Martin Vantage AMR GT3     | 201   | Dommages causés par un accident   |
| Abd.    | S      | 159 | Garage 59                  | Roman De Angelis (en) Valentin Hasse-Clot James Pull (en) Andrew Watson (en)       | Aston Martin 4,0 L V8 Turbo      | 201   | Dommages causés par un accident   |
| Abd.    | Am     | 918 | Herberth Motorsport        | Jürgen Häring Michael Joos Dimitrios Konstantinou Marco Seefried                   | Porsche 911 GT3 R                | 158   | Dommages causés par un accident   |
| Abd.    | Am     | 918 | Herberth Motorsport        | Jürgen Häring Michael Joos Dimitrios Konstantinou Marco Seefried                   | Porsche 4,0 L Flat-6 Atmo        | 158   | Dommages causés par un accident   |
| Abd.    | P      | 69  | Optimum Motorsport         | Rob Bell Joe Osborne Oliver Wilkinson                                              | McLaren 720S GT3                 | 157   | Dommages causés par une collision |
| Abd.    | P      | 69  | Optimum Motorsport         | Rob Bell Joe Osborne Oliver Wilkinson                                              | McLaren M840T 4,0 l V8 Bi-Turbo  | 157   | Dommages causés par une collision |
| Abd.    | S      | 56  | Dinamic Motorsport         | Adrien de Leener (de) Mikkel Pedersen Andrea Rizzoli Cedric Sbirrazzuoli           | Porsche 911 GT3 R                | 148   | Accident                          |
| Abd.    | S      | 56  | Dinamic Motorsport         | Adrien de Leener (de) Mikkel Pedersen Andrea Rizzoli Cedric Sbirrazzuoli           | Porsche 4,0 L Flat-6 Atmo        | 148   | Accident                          |
| Abd.    | P      | 31  | Team WRT                   | Kelvin van der Linde Christopher Mies Dries Vanthoor                               | Audi R8 LMS GT3                  | 138   | Transmission                      |
| Abd.    | P      | 31  | Team WRT                   | Kelvin van der Linde Christopher Mies Dries Vanthoor                               | Audi 5,2 L V10 Atmo              | 138   | Transmission                      |
| Abd.    | PA     | 111 | JP Motorsport              | Mathias Lauda Jens Liebhauser Christian Klien Patryk Krupinski                     | Mercedes-AMG GT3                 | 135   | Accident                          |
| Abd.    | PA     | 111 | JP Motorsport              | Mathias Lauda Jens Liebhauser Christian Klien Patryk Krupinski                     | Mercedes-Benz M159 6,2 L V8 Atmo | 135   | Accident                          |
| Abd.    | Am     | 26  | Saintéloc Racing           | Christophe Cresp Gregory Paisse Steven Palette Pierre Yves Paque                   | Audi R8 LMS GT3                  | 126   | Accident                          |
| Abd.    | Am     | 26  | Saintéloc Racing           | Christophe Cresp Gregory Paisse Steven Palette Pierre Yves Paque                   | Audi 5,2 L V10 Atmo              | 126   | Accident                          |
| Abd.    | PA     | 74  | Ram Racing                 | Martin Konrad Callum MacLeod (en) Tom Onslow-Cole (en) Remon Vos                   | Mercedes-AMG GT3                 | 121   | Dommages causés par un accident   |
| Abd.    | PA     | 74  | Ram Racing                 | Martin Konrad Callum MacLeod (en) Tom Onslow-Cole (en) Remon Vos                   | Mercedes-Benz M159 6,2 L V8 Atmo | 121   | Dommages causés par un accident   |
| Abd.    | P      | 34  | Walkenhorst Motorsport     | Nick Catsburg Philipp Eng Augusto Farfus, Jr.                                      | BMW M6 GT3                       | 107   | Dégâts de collision               |
| Abd.    | P      | 34  | Walkenhorst Motorsport     | Nick Catsburg Philipp Eng Augusto Farfus, Jr.                                      | BMW P63 4,4 L V8 Turbo           | 107   | Dégâts de collision               |
| Abd.    | P      | 32  | Team WRT                   | Edoardo Mortara Frank Stippler Charles Weerts (en)                                 | Audi R8 LMS GT3                  | 70    | Collision                         |
| Abd.    | P      | 32  | Team WRT                   | Edoardo Mortara Frank Stippler Charles Weerts (en)                                 | Audi 5,2 L V10 Atmo              | 70    | Collision                         |
| Abd.    | PA     | 19  | FFF Racing Team (en)       | Raffaele Giammaria Hiroshi Hamaguchi (en) Phil Keen Luigi Moccia                   | Lamborghini Huracán GT3 Evo      | 33    | Boite de vitesses                 |
| Abd.    | PA     | 19  | FFF Racing Team (en)       | Raffaele Giammaria Hiroshi Hamaguchi (en) Phil Keen Luigi Moccia                   | Lamborghini 5,2 L V10 Atmo       | 33    | Boite de vitesses                 |
| Abd.    | S      | 55  | Attempto Racing            | Alex Aka Simon Gache Finlay Hutchinson Nicolas Schöll                              | Audi R8 LMS GT3                  | 9     | Crevaison                         |
| Abd.    | S      | 55  | Attempto Racing            | Alex Aka Simon Gache Finlay Hutchinson Nicolas Schöll                              | Audi 5,2 L V10 Atmo              | 9     | Crevaison                         |

## Pole position et record du tour
- Pole position :
- Meilleur tour en course :  Marco Mapelli (en) (#63 FFF Racing Team (en)) en 2 min 18 s 146

## À noter
- Longueur du circuit : 7,004 km
- Distance parcourue par les vainqueurs : 3 691,108 km